# マーサー航空901便不時着事故
マーサー航空901便不時着事故（マーサーこうくう901びんふじちゃくじこ）は、1976年2月8日に発生した航空事故である。
ハリウッド・バーバンク空港からオンタリオ国際空港へ向かっていたマーサー航空901便（ダグラス YC-112A-DO）が、離陸直後にエンジンが故障し、空港手前のゴルフコースに不時着した。乗員乗客6人中3人が死亡した。

## 事故機
事故機のダグラス YC-112A-DO（N901MA）は、1946年2月15日に製造され、1975年12月13日にマーサー航空が購入した。総飛行時間は10,280時間であった。また、事故機はDC-6の試作機として初飛行を行った機体だった:5:4。

## 事故の経緯
901便が離陸滑走を行っている最中、航空機関士が「第3エンジンの警告灯を見て（Look at that warning light on No. 3.）」と発した。しかし、他の乗員は反応しなかった。機体は、そのまま滑走を継続し正常に離陸した。機長はランディングギアとフラップを格納するよう指示した。その直後、騒音とともに第3エンジンの1番ブレードが脱落した。ブレードは、胴体下部と第2エンジンに損傷を与えた。これにより、油圧や緊急ブレーキ、エンジン計器への電力緊を行う配線などが切断された。機体は上昇を続け、右へ傾いていった。パイロットは緊急事態宣言をし、滑走路07への着陸を要求した:2-4。
901便は滑走路07の末端近くに着陸した。しかし、機長は停止しきれないと判断し、上昇を試みた。機体は、かろうじて空港外周のフェンスを越えて上昇した。10時39分35秒、パイロットはブレーキが使用不能な事と、ヴァン・ナイズ空港を目指していることを管制官に伝えた:2-4。
ヴァン・ナイズ空港へ向かう最中に、第2エンジンも停止した。管制官は滑走路16への着陸許可を出したが、パイロットは滑走路34を要求した。空港への進入中、901便は対気速度と高度を急速に失った。パイロットは空港まで飛行するのは不可能と判断し、ヴァン・ナイズ空港から1.6km南の地点にあるゴルフコースへの着陸を試みた。接地時に機体は3度バウンドし、トレーラーハウスに衝突しながら停止した。不時着から20分後に救助隊が到着し、救出活動を行った:2-4。

## 事故調査
国家運輸安全委員会（NTSB）が調査を行った。報告書では、2基のエンジンが故障したため、機体の性能が低下したことが原因だとされた。第3エンジンの1番ブレードのアセンブリに疲労亀裂が生じていたが、オーバーホール時には見過ごされていた。またNTSBはこの事故を受けて、3つの勧告を出した。